# Tristerix longebracteatus
Tristerix longebracteatus là một loài thực vật có hoa trong họ Loranthaceae. Loài này được (Desr.) Barlow & Wiens miêu tả khoa học đầu tiên năm 1971.

## Hình ảnh

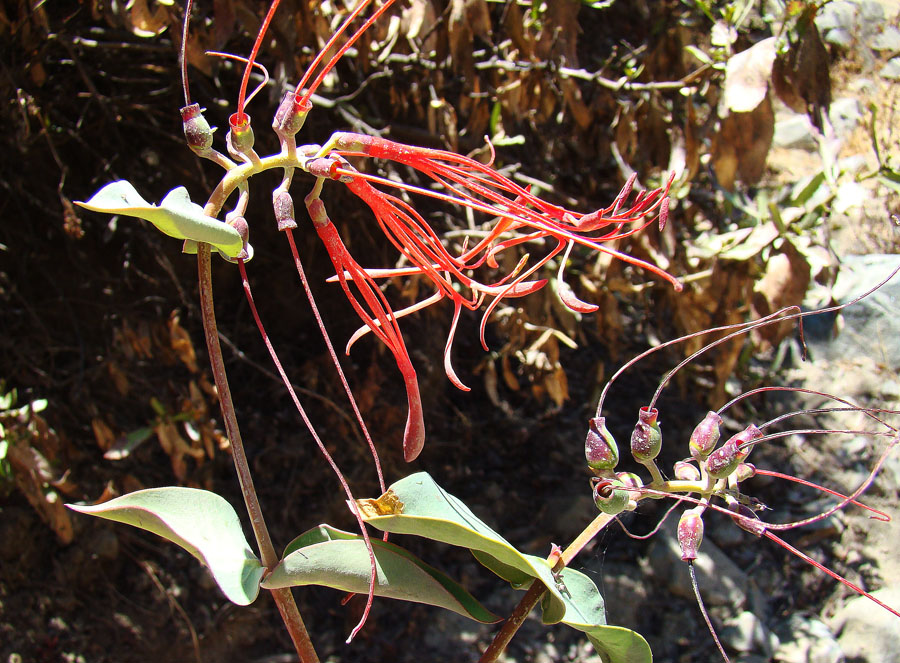